# Wegenstetten
Wegenstetten es una comuna suiza del cantón de Argovia, situada en el distrito de Rheinfelden. Limita al norte con la comuna de Hellikon, al noreste con Schupfart, al este con Gipf-Oberfrick y Wittnau, al sur con Rothenfluh (BL), y al oeste con Hemmiken (BL).